# Dobrotești, Teleorman
Dobrotești este satul de reședință al comunei cu același nume din județul Teleorman, Muntenia, România.

## Monumente istorice
Unica clădire considerată monument istoric în comuna Dobrotești este biserica Sfinții Voievozi ce datează din anul 1753, reformată în 1870. Această biserică este cunoscută printre locuitorii satului precum „biserica veche” din momentul construirii bisericii Sfântul Dumitru, cunoscută și ca „biserica nouă”.
Alte clădiri cu o vechime considerabilă sunt: primăria comunei care datează din 1935 și „școala veche” aflată pe Șoseaua Mică.
Clădirea cunoscută drept școala veche era grajdul unui boier local si probabil a fost confiscată de către comuniști și transformată în școala cunoscută cu numele de Școala cu clasele I-IV Comuna Dobrotești până în anul 2008 când a fost desființată și toți elevii din cartierul Bobocari au fost mutați la Școala cu clasele I-VIII Comuna Dobrotești aflată în partea centrală a comunei. (Articol creat de Lucian Marian Iancu)

## Doage
Doage este numele extraoficial al comunei Dobrotești. Casele construite sau reformate în ultimii zece ani au stiluri foarte diferite pentru că locuitorii răspândiți în toată Europa occidentală aduc stiluri de case cunoscute in Spania, Germania, Franța sau Italia. În comună putem găsi singura benzinărie pe o rază de 10km, mai multe magazine alimentare si localuri pentru petreceri, școala nouă, primăria comunei de care depinde și satul Merișani și de asemenea căminul cultural, cele două biserici ortodoxe precum și cele două biserici adventiste. Râul Tecuci străbate toată comuna intrând prin partea de nord unde se află un mic dig, Ocheanul, și părasind comuna în partea de sud unde continuă prin satul Merișani și alte comune vărsându-se în râul Vedea.